# Aunque estés lejos
Aunque estés lejos es una película del año 2003 dirigida por Juan Carlos Tabío.

## Argumento
Mercedes y Pedro, una productora y un guionista cubanos, viajan a España para cerrar un acuerdo con Alberto, un productor español. Juntos intentan hacer una película que hable de la realidad cubana.
Una película sobre los que se van de la isla, los que regresan, pero también sobre los que aún queriendo irse no pueden. Una idea simple que poco a poco irá complicándose. Y es que españoles y cubanos tienen un punto de vista muy diferente sobre esta realidad.